# (523723) 2014 MY69
(523723) 2014 MY69 est un objet transneptunien du groupe des cubewanos de magnitude absolue 5,8. 
Son diamètre est estimé à 310 km, ce qui pourrait le qualifier comme candidat au statut de planète naine.